# Giorgio Demetrio Gallaro
Mons. Giorgio Demetrio Gallaro (* 16. ledna 1948, Pozzallo) je italský katolický kněz italsko-albánské církve, emeritní eparchiální biskup eparchie Piana degli Albanesi, arcibiskup ad personam a emeritní sekretář Kongregace pro východní církve.

## Život
Narodil se 16. ledna 1948 v Pozzallu.
Základní a střední vzdělání získal v Semináři v Notu. Roku 1968 odešel do USA kde studoval teologii v Saint John Seminary of Los Angeles. Roku 1971 byl vysvěcen na jáhna a 27. května 1972 jej arcibiskup Timothy Manning vysvětil na kněze. Po vysvěcení působil osm let ve farnostech arcidiecéze Los Angeles. Poté odešel studovat na Papežský východní institut v Římě a na Papežskou univerzitu svatého Tomáše Akvinského, kde získal doktorát z východního kanonického práva a licenciát z ekumenické teologie.
Po studiích začal působit neprve v melkitské eparchii Newton, v ukrajinské eparchii Stamford a v rusínské archieparchii Pittsburgh. Roku 2011 se stal vice-předsedou Společnosti východního práva a roku 2013 poradcem Kongregace pro východní církve. Mezitím získal na Byzantském katolickém semináři svatých Cyrila a Metoděje v Pittsburghu titul docenta kanonického práva a ekumenické teologie.
Dne 31. března 2015 jej papež František jmenoval eparchiálním biskupem Piana degli Albanesi. Biskupské svěcení přijal 28. června stejného roku z rukou biskupa Donata Oliveria a spolusvětiteli byli biskup Nicholas James Samra a biskup Dimitrios Salachas.
Dne 25. února 2020 jej papež František jmenoval sekretářem Kongregace pro východní církve a arcibiskupem ad personam.
Dne 15. února 2023 přijal papež František jeho rezignaci na post sekretáře Dikasteria pro východní církve.